# Mischa Zverev
Michael "Mischa" Zverev (Moscou, 22 de agosto de 1987) é um tenista profissional alemão nascido na União Soviética e que atua pela Alemanha. É irmão mais velho do também tenista profissional Alexander Zverev.
Mischa Zverev fez uma grande campanha no juvenil, sendo número três do mundo na categoria em 2006. Conquistou seu primeiro título, em Istambul, e um ano depois estreou em Grand Slam, chegando a segunda rodada do Aberto da Austrália, parando em Robby Ginepri. Em 2017 chegou a seu melhor ranking na ATP - 25° do mundo. Um dos maiores feitos da sua carreira foi a eliminação do número 1 Andy Murray no Open da Austrália de 2017, quando só caiu nas Quartas de Final diante o Roger Federer (que se-sagraria campeão do torneo depois). 
Zverev conquistou o seu primeiro título no nivel ATP em 2018, quando ganhou o torneo de Eastbourne.

## Finais ATP

### Simples: 3 (2 vice)
| Legenda (Simples)        |
| ------------------------ |
| Grand Slam (0–0)         |
| Tennis Masters Cup (0–0) |
| ATP Masters Series (0–0) |
| ATP World Tour 500 (0–0) |
| ATP World Tour 250 (1–2) |

| Posição | N. | Data             | Campeonato                                 | Piso     | Oponente      | Placar        |
| ------- | -- | ---------------- | ------------------------------------------ | -------- | ------------- | ------------- |
| Vice    | 1. | 26 Setembro 2010 | Open de Moselle, Metz, França              | Duro (i) | Gilles Simon  | 3–6, 2–6      |
| Vice    | 2. | 27 Maio 2017     | ATP de Genebra, Genebra, Suiça             | Saibro   | Stan Wawrinka | 6–4, 3–6, 3–6 |
| Campeão | 3. | 30 Junho 2018    | ATP de Eastbourne, Eastbourne, Reino Unido | Grama    | Lukáš Lacko   | 6–4, 6–4      |

### Duplas: 4 (2 título, 1 vice)
| Legenda                  |
| ------------------------ |
| Grand Slam (0–0)         |
| Tennis Masters Cup (0–0) |
| ATP Masters Series (0–0) |
| ATP World Tour 500 (1–0) |
| ATP World Tour 250 (1–2) |

| Posição | N. | Data            | Campeonato                                     | Piso   | Parceiro          | Oponentes                       | Placar           |
| ------- | -- | --------------- | ---------------------------------------------- | ------ | ----------------- | ------------------------------- | ---------------- |
| Campeão | 1. | 15 Junho 2008   | ATP de Halle, Halle, Alemanha                  | Grama  | Mikhail Youzhny   | Lukáš Dlouhý Leander Paes       | 4–6, 6–3, [10–3] |
| Campeão | 2. | 5 Outubro 2008  | Japan Open Tennis Championships, Toquio, Japão | Duro   | Mikhail Youzhny   | Lukáš Dlouhý Leander Paes       | 6–3, 6–4         |
| Vice    | 1. | 11 Janeiro 2009 | Brisbane International, Brisbane, Austrália    | Duro   | Fernando Verdasco | Marc Gicquel Jo-Wilfried Tsonga | 4–6, 3–6         |
| Vice    | 2. | 3 Maio 2015     | BMW Open, Munich, Alemanha                     | Saibro | Alexander Zverev  | Alexander Peya Bruno Soares     | 6–4, 1–6, [5–10] |